# Briggsiopsis delavayi
Briggsiopsis delavayi là một loài thực vật có hoa trong họ Tai voi. Loài này được (Franch.) K.Y.Pan mô tả khoa học đầu tiên năm 1985.